# Pocher (modelbouw)

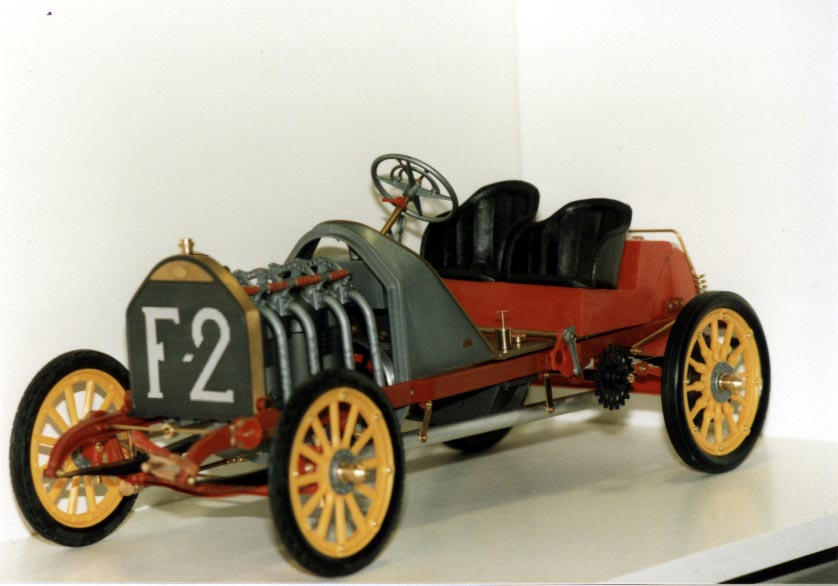
Het eerste model: Fiat 130 HP

Pocher (modelbouw) is de naam van een Italiaans merk van model-speelgoed. Het is in de wereld van de modelbouw vooral bekend om zijn (bouwpakketten van) automodellen schaal 1:8.

## Historie
Op 6 juni 1952 richtten twee modelspoorweg liefhebbers Arnaldo Pocher en Corrado Muratore de firma Pocher op in Turijn aan de Via Lucento 2.
Een woonhuis en garage werden als werkplaats ingericht en met vier man personeel werden accessoires voor modelspoorwegen gemaakt. Later werd ook een serie complete modeltreinen vervaardigd. In 1965 werd een fabriek van 2100 m2 in gebruik genomen, voorzien van de nieuwste machines.
Een zeer gewild verzamelobject van een Pocher modeltrein is het H0-model van de SNCF serie CC 7100 met het nummer 7107. Ook bij de NS reed dit type als serie 1300. Dit model uit 1963 had een motor met een centrifugaalkoppeling en cardanaandrijving. Helaas zijn de draaistellen van dit model heden ten dage onderhevig aan de zinkpest.
In 1966 werd op de beurzen van Neurenberg en Milaan een model op schaal 1:8 van de historische Fiat 130 HP racer getoond, bestaande uit 823 onderdelen. De onderdelen waren, behalve van plastic, ook van messing, koper, linnen en aluminium; nogal bijzonder voor een bouwpakket.
Daarbij was gebruikgemaakt van de originele bouwtekeningen van Fiat. Het grote succes van de bouwdozen van deze klasse, die bovendien echt met schroeven en bouten werden gemonteerd, was de aanleiding tot een hele serie van eerst historische maar later ook hedendaagse automodellen.
Altijd werd van dezelfde techniek uitgegaan: zo veel mogelijk echte details op basis van bestaande auto's of tekeningen. Ondanks tegenslagen (een brand verwoestte de fabriek in juli 1972) herrees Pocher steeds uit de as.
In maart 1974 ging men een fusie aan met de bekende modeltreinen fabrikant Rivarossi S.p.A uit Como (Italië). In 2003 raakte Rivarossi in moeilijkheden en sindsdien zijn geen producten van de "divisione Pocher" meer uitgebracht. In 2004 zijn de producten van Rivarossi opgekocht door Hornby de bekende modelspoor fabrikant uit Engeland.

## Pocher automodellen schaal 1:8

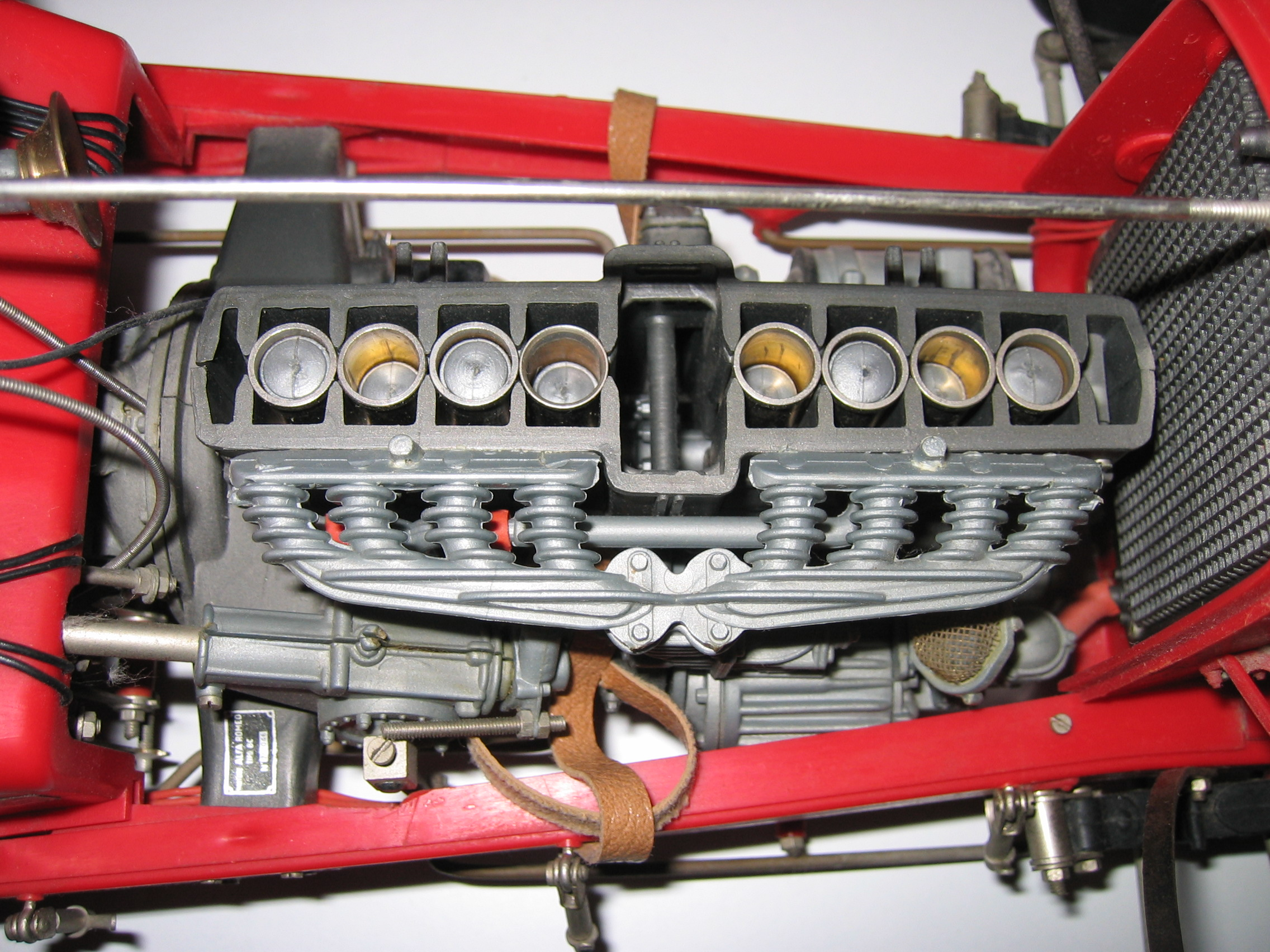
Detail Alfa Romeo 2300 Monza

De modellen van Pocher kenmerken zich ten eerste door de ongebruikelijke schaal van 1:8.
Er wordt zo veel mogelijk gebruikgemaakt van oorspronkelijke tekeningen (soms werd zelfs de originele auto voor het opmeten door de eigenaar ter beschikking gesteld) en er wordt, naast plastic, gebruikgemaakt van materialen als koper, messing, rubber, canvas. Het aantal onderdelen liep daarbij op tot circa 2905, waarvan 526 van hoogwaardig plastic, 1598 messing, 530 roestvrij staal en 251 diverse materialen (rubber, leer, koper etc.).
Het model wordt zo veel mogelijk met schroefjes, boutjes en moertjes in elkaar gezet en kan bijgevolg ook weer gedemonteerd worden.
Berucht zijn onder de liefhebbers de spaakwielen van de diverse modellen, die spaak-voor-spaak in het wiel worden "gevlochten". En dat soms niet alleen voor de 4 wielen, maar ook nog eens voor de (soms zelfs twee) reserve wielen.

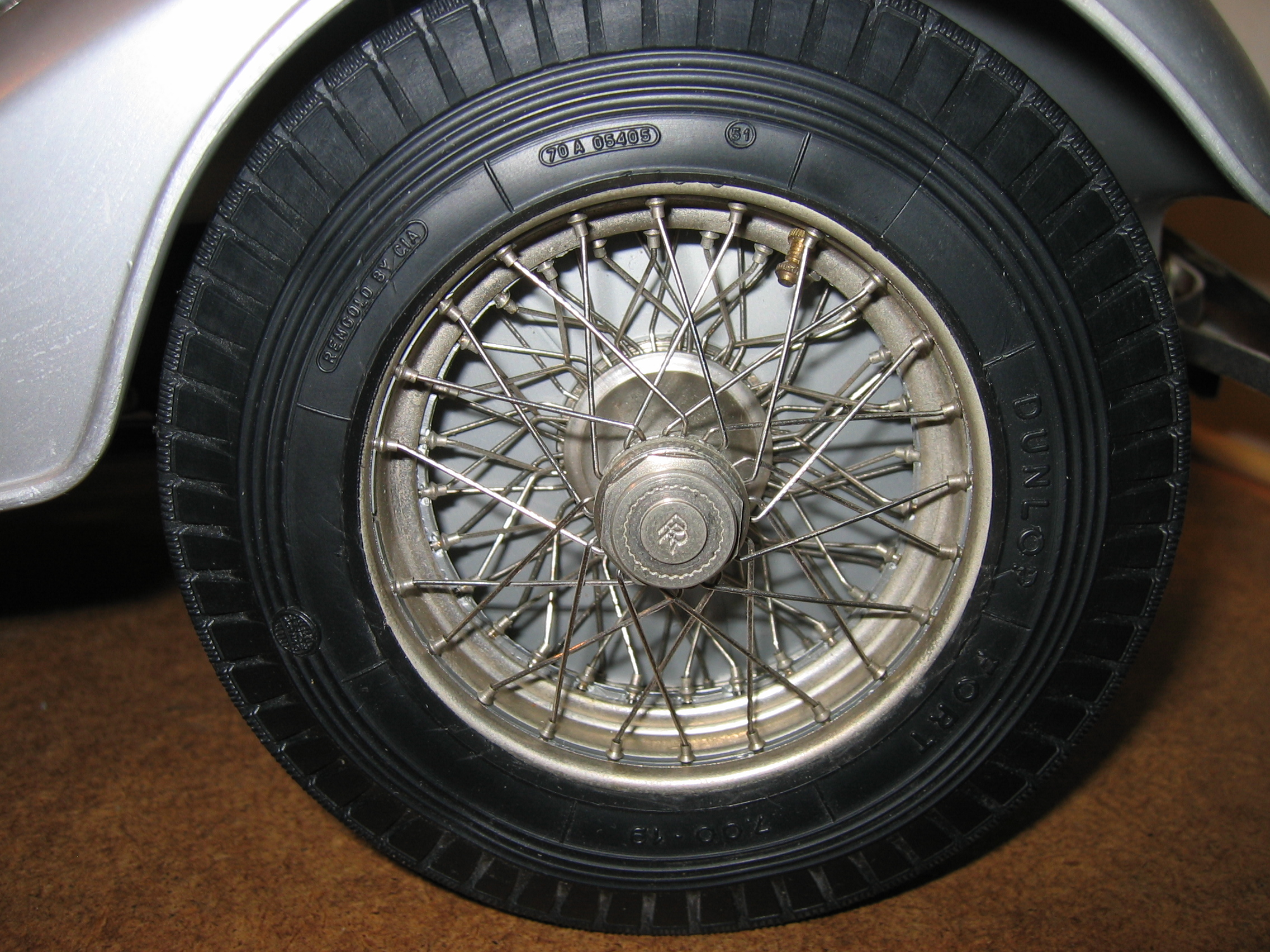
Spaakwiel van Rolls Royce

Een en ander betekent, dat een zeer natuurgetrouw en gedetailleerd model ontstaat, dat een tot zeer gewild collector's items is geworden. Door ervaren modelbouwers is, door bijvoorbeeld spuiten van de carrosserie en het toevoegen van eigen details, een op een foto bijna niet van echt te onderscheiden model te maken.
Zoals te begrijpen valt ( denk aan een voorbereidingstijd van 2 jaar en vele dure mallen), waren deze bouwpakketten niet goedkoop. In 1980 varieerde de prijs van de 7 verkrijgbare pakketten van f 294,- (Fiat 130 HP) tot f 925,- (Bugatti T50). Huidige prijzen van pakketten of kant en klare modellen, indien nog verkrijgbaar, bedragen hiervan een veelvoud.

## Modellenlijst
De volgende modellen zijn door Pocher uitgebracht:

### Classic modellen

#### Oorspronkelijke modellen
- K70 Fiat 130 HP Grand prix de France (rood, 823 onderdelen; zie afbeelding boven).
- K71 Alfa Romeo 8c 2300 Monza (rood, 1452 onderdelen; zie afbeelding onder )
- K72 Rolls-Royce Sedanca Coupé Phantom II (zwart-blauw, 2199 onderdelen)
- K73 Alfa Romeo Spider Touring Gran Sport (beige-blauw, 1954 onderdelen)
- K74 Mercedes Benz500K/AK Cabriolet (zwart, 2378 onderdelen; zie afbeelding onder)
- K75 ROLLS-ROYCE Torpedo Phantom II Convertible (zilver-goud, 2905 onderdelen; zie afbeelding onder)
- K76 Bugatti 50T (zwart-geel, 1664 onderdelen; zie afbeelding onder)

#### Variaties (andere carrosserie etc.)
- K77 Fiat F-2 Racer (zwart*rood; idem als K88)
- K78 Alfa Romeo 8c 2300 Monza "Muletto" (wit)
- K80 Mercedes Benz500K "Sport Roadster" (rood)
- K81 Alfa Romeo 8C 2600 "Mille Miglia-Scuderia Ferrari"(rood)
- K82 Mercedes Benz540K "Cabrio Special" (wit)
- K83 Rolls-Royce Phantom II Ambassador (groen)
- K84 Bugatti 50 T Coupe de ville (blauw-zilver)
- K85 Mercedes Benz540K "Classic Roadster" (rood)
- K86 Bugatti 50T Surprofilé (rood-zwart)
- K88 Fiat F-2 Racer (zwart*rood), idem als K77)
- K89 Alfa Romeo 8c 2300 Coupé Elegant (zwart-wit)
- K90 Mercedes Benz540K "Rumble Seat" (bordeaux)
- K91 Mercedes Benz540K "True Roadster" (beige-bruin, plastic velgen)
- K92 Alfa Romeo "Dinner Jacket" (zwart)
- K93 Mercedes Benz500K/AK Cabriolet (zwart, idem als K74, plastic velgen)
- K94 Mercedes Benz540K Cabrio Special (wit, idem als K82, plastic velgen)
- K95 Mercedes Benz540K "Rumble Seat" (bordeaux, idem als K90, plastic velgen)

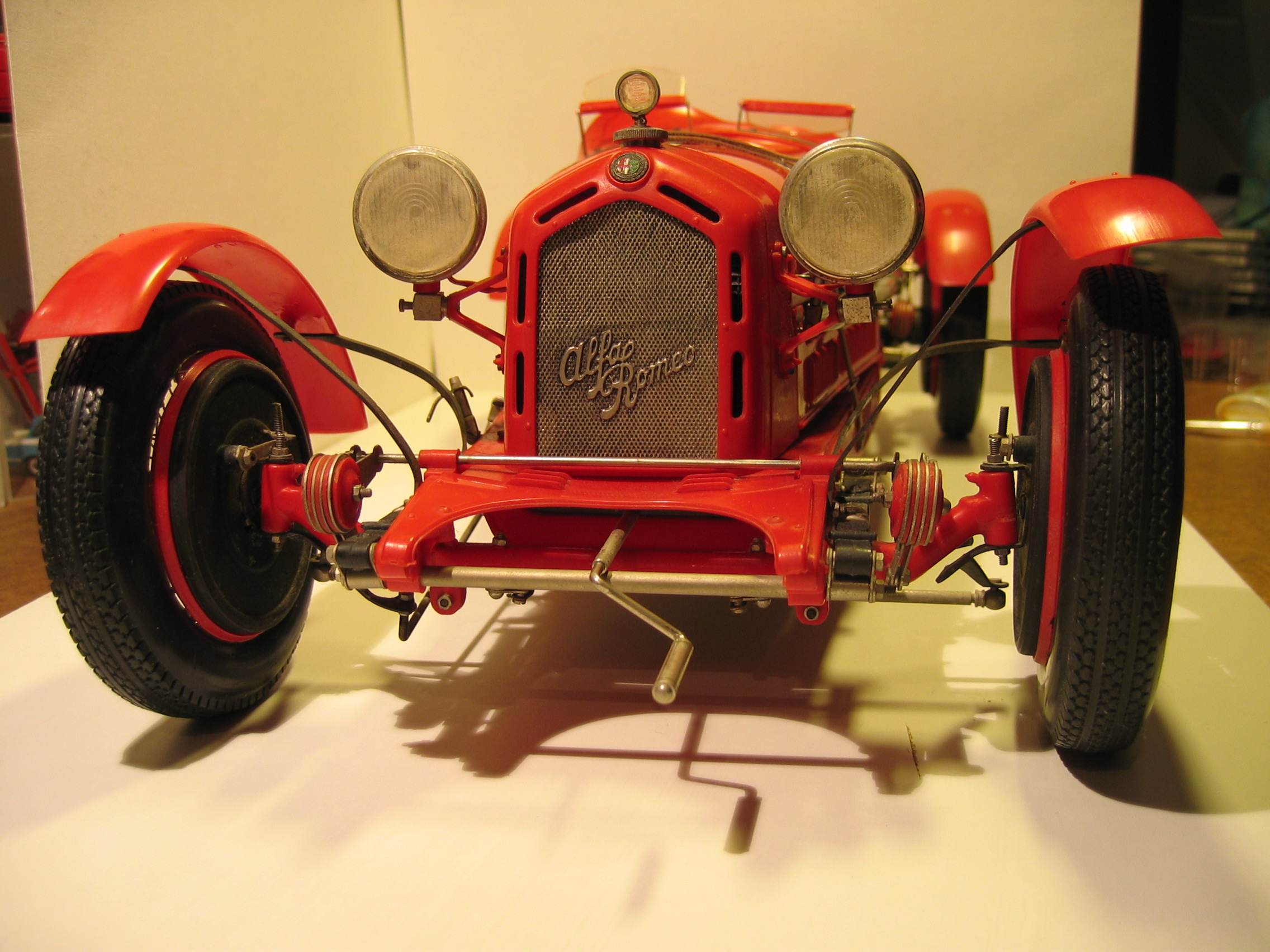
Alfa Romeo 8C2300 Monza
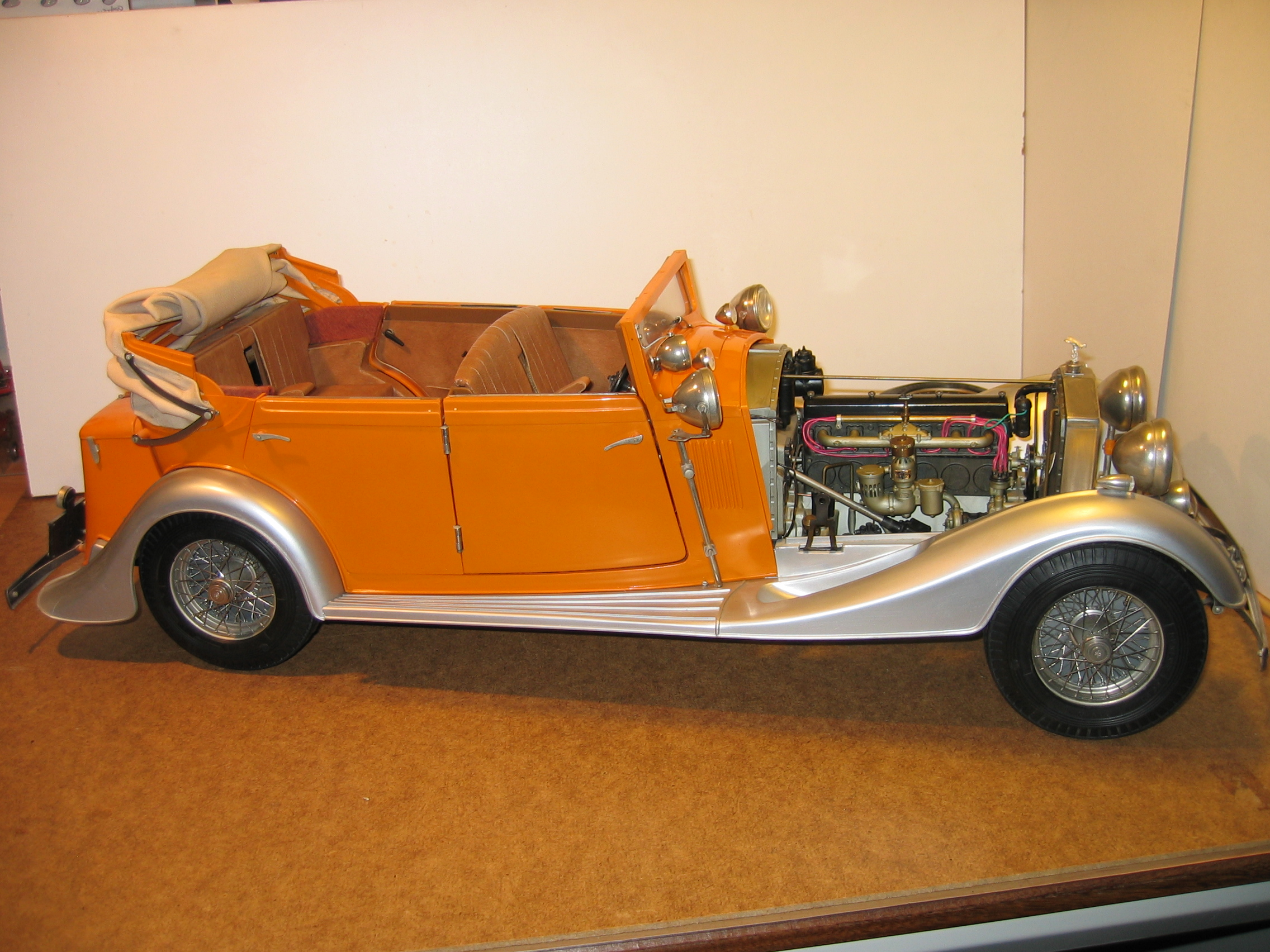
Rolls Royce Phantom II 1934
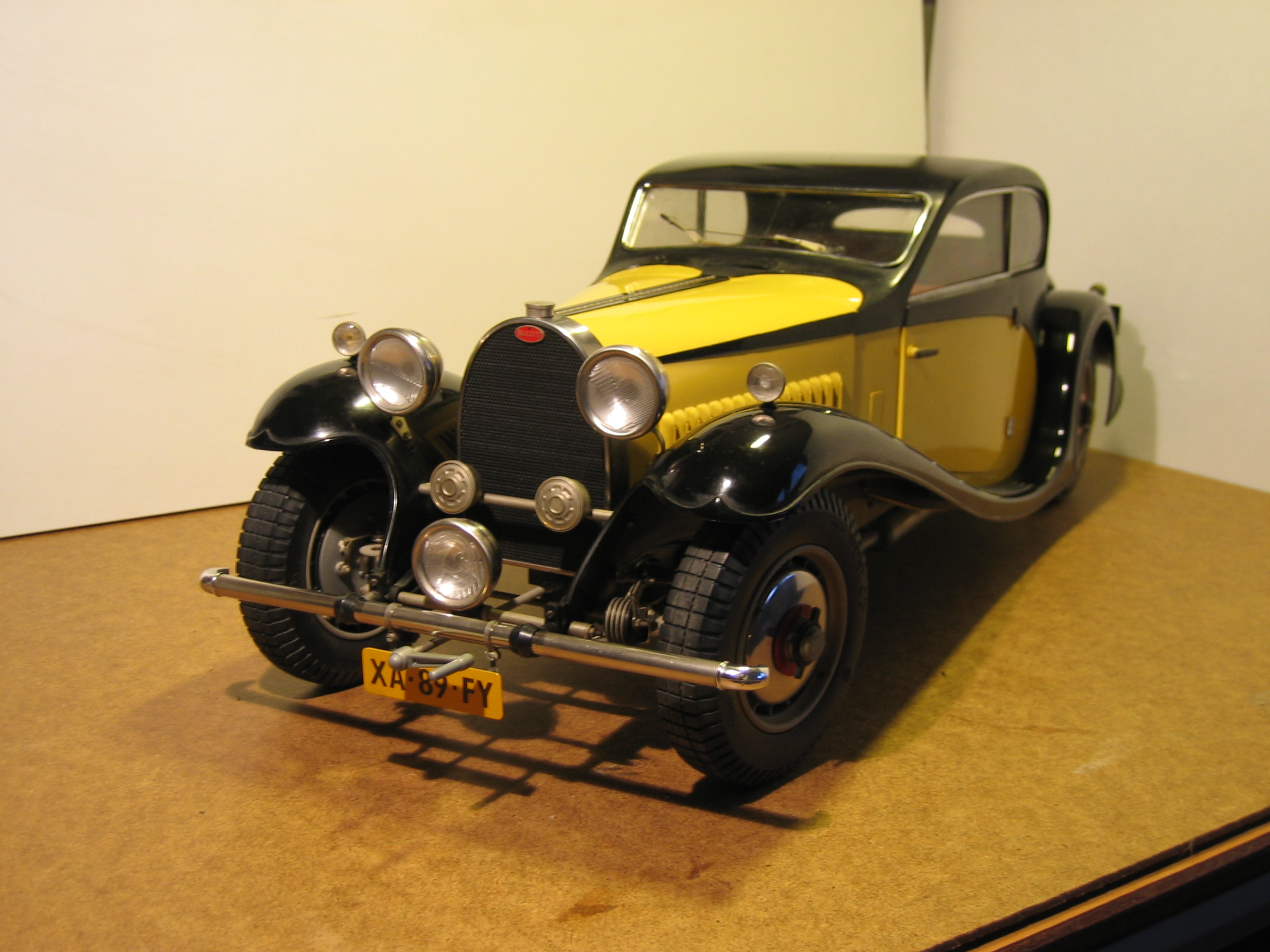
Bugatti T50
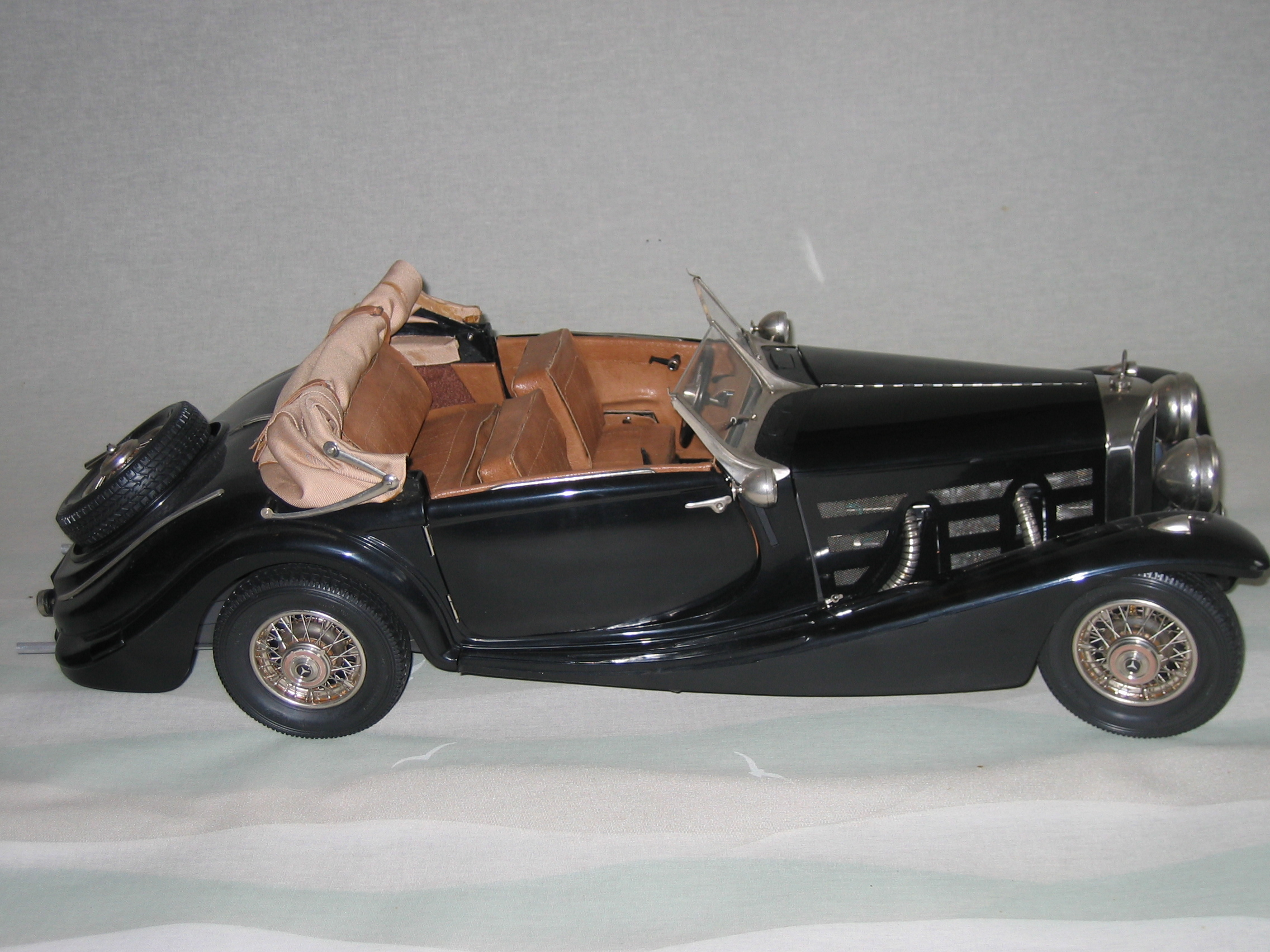
Mercedes 500K/AK

### Truckmodellen
- K79 Volvo F-12 Turbo Truck (rood)
- K87 Volvo F-16 Globetrotter (zwart)

### Prestigemodellen
- K30 Porsche 911 (zwart)
- K31 Porsche 911 (zilver)
- K31 Porsche 911 "Silver Plated" (silver) collco24 Exclusive Limited Edition
- K31 Porsche 911 Cabrio" (zilver) Limited Edition
- K32 Porsche 911 "Yellow" (geel) Limited Edition
- K33 Porsche 911 "Blue"(blauw-metallic)Limited Edition
- K34 Porsche 911 "Red"(rood) Limited Edition
- K35 Porsche 911 "Racing"(racing) Limited Edition
- K51 Ferrari Testarossa Coupé (rood)
- K52 Ferrari Testarossa Spider (wit)
- K53 Ferrari Testarossa Coupé "Black Star" (zwart)
- K54 Ferrari Testarossa Spider "Sportster" (rood)
- K55 Ferrari F40 (rood)
- K56 Ferrari F40 "Yellow" (geel)
- K57 Ferrari F40 G.T (rood, Nederlands prototype)
- K58 Ferrari F40 G.T (rood; Italiaans prototype)
- K59 Ferrari Testarossa Coupé Convertible (geel)
- K60 Ferrari F40 "Black Power" (zwart)
- K61 Ferrari Testarossa Spider "Silver Special" (zilver)
- K63 Ferrari Testarossa Coupé "Flashlight" (geel)
- Nieuwe modellen Pocher Hornby Models
- HK100 Lamborghini Aventador Argos orange 796 onderdelen (7 kg) afm. lxbxh : 595×287x144 mm
- HK101 Lamborghini Aventador Isis white (Wit) 796 onderdelen
- HK102 Lamborghini Aventador LP 700-4 Nero Nemesis (Mat zwart)814 onderdelen (7 kg)
- HK103 Lamborghini Aventor Roadster LP 700-4 Blu Monterray (Blauw) 814 onderdelen afm. lxbxh : 595×287x144 mm uitgebracht in 2015
- HK104 Lamborghini Aventor LP 700-4 Roadster Bianco Canopus (zijde mat Wit) 814 onderdelen
- HK105 Lamborghini Huracan LP 610-4  Rosso Mars (Rood) 958 onderdelen (7 kg)afm. lxbxh : 557×279x145 mm uitgebracht in 2016
- HK106 Lamborghini Huracan LP 610-4 Giallo Midas (Geel) 958 onderdelen
- HK109 Lamborghini Huracan LP 610-4 Verde Mantis (metallic green) 958 onderdelen afm. lxbxh : 557×279x145 mm uitgebracht in mei 2018
- HK200 Vitrine voor Lamborghini
- HK107 Ducati Superbike 1299 Panigale S schaal 1 op 4 600+ onderdelen (5,5 kg) afm. lxbxh : 519×203x278 mm uitgebracht in 2015
- HK201 Vitrine voor Ducati Superbike 1299 Panigale S

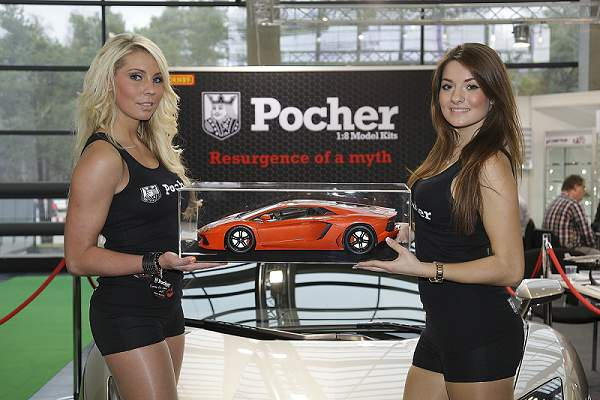
Official presentation of the new POCHER 1:8 model kit at the Nuremberg International Toy Fair 2013
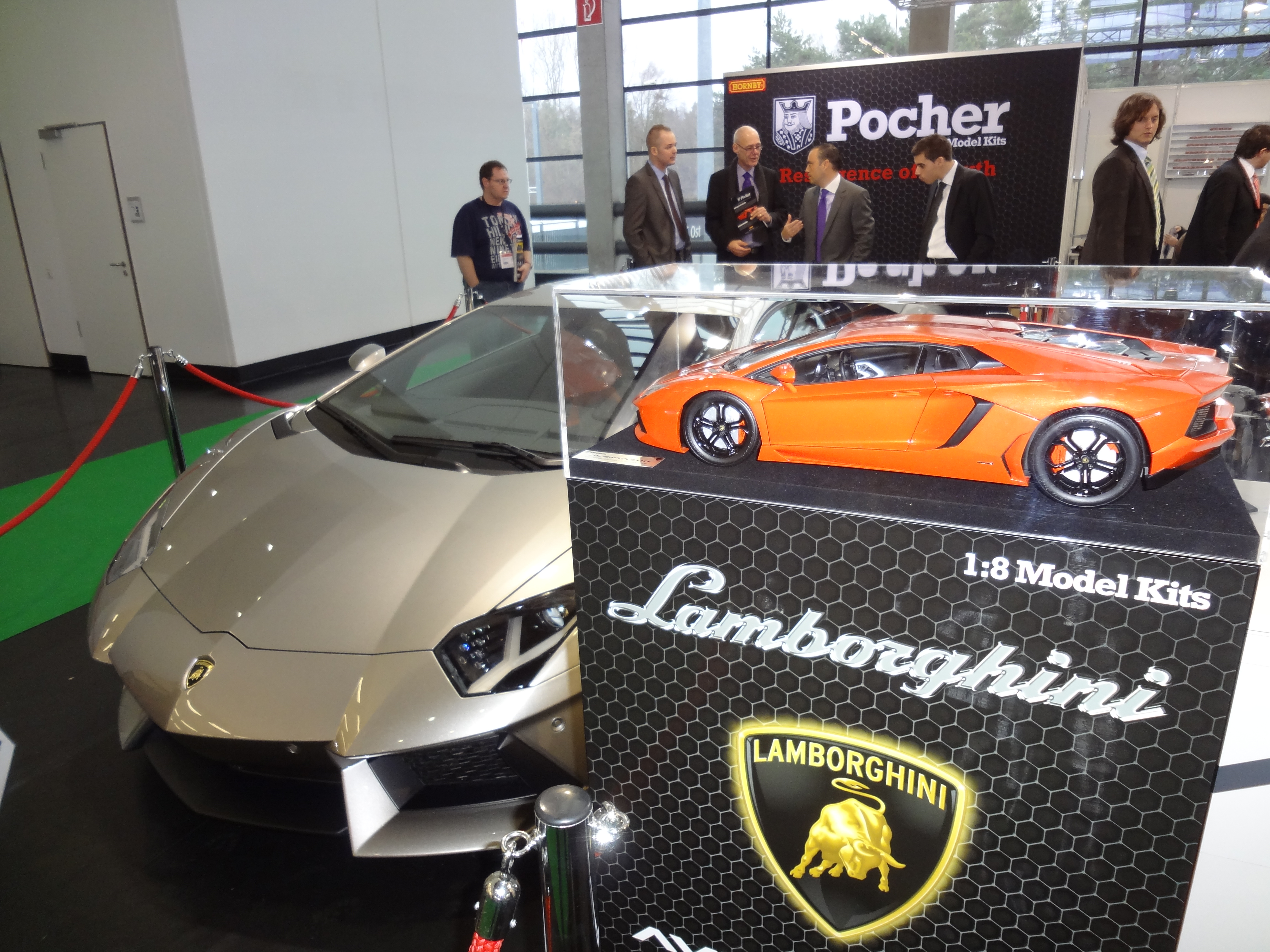
Lamborghini Aventador

### Motormodellen
- KM51 Ferrari Testarossa motor
- KM55 Ferrari F-40 motor
- KM76 Bugatti 50T motor
- KM87 Volvo Truck motor